# Damas-aux-Bois
Damas-aux-Bois là một xã, nằm ở tỉnh Vosges trong vùng Grand Est của Pháp. Xã này có diện tích 29,46 kilômét vuông, dân số năm 1999 là 236 người. Xã này nằm ở khu vực có độ cao trung bình 305 m trên mực nước biển.

## Biến động dân số
| 1962                                         | 1968 | 1975 | 1982 | 1990 | 1999 |
| -------------------------------------------- | ---- | ---- | ---- | ---- | ---- |
| 341                                          | 364  | 306  | 263  | 257  | 236  |
| Số liệu từ năm 1962: Dân số không tính trùng |      |      |      |      |      |